# Alex Kidd in Shinobi World
Alex Kidd in Shinobi World es un videojuego desarrollado por Sega para su videoconsola Sega Master System.
Es una parodia de otro juego de Sega, Shinobi. El protagonista es Alex Kidd y fue lanzado en 1990. Alex no dispone de ninguna de sus habilidades de otros juegos.
En el juego, Alex Kidd debe rescatar a su novia Stella, nativa del mundo de Shinobi, de un malvado ninja llamado Hanzo. Un ninja bueno se fusiona con él, entregándole sus poderes.
El primer jefe, Kabuto, originalmente iba a ser llamado Mari-Oh, como parodia de Mario, el personaje de Nintendo. Como curiosidad, puede lanzar bolas de fuego que rebotan en el suelo y su tamaño se disminuye tras recibir varios golpes.
Fue el último videojuego de la saga Alex Kidd y está basado en Shinobi Kid, un juego cancelado que iba a pertenecer a la saga Shinobi y que iba a ser protagonizado por un niño aprendiz de ninja en lugar de Alex Kidd.
Junto al fracaso de Alex Kidd In High Tech-World, supuso el finiquito de Alex Kidd frente a la nueva mascota de Sega, Sonic The Hedgehog, debido a que aun siendo este un juego popular de la saga, supuso otro fracaso comercial por parte del personaje.